# Sud Aviation Vautour II
Sud Aviation Vautour II – francuski jedno- lub dwumiejscowy taktyczny myśliwiec bombardujący.
Vautour IIB wszedł do służby w ramach francuskiego odstraszacza nuklearnego w 1955 roku, ale maszyna była nieadekwatna do swojej roli. Ministerstwo obrony natychmiast wydało wymóg zastąpienia w 1956 roku. Sud Aviation zaproponował nową wersję „Super Vautour”, który miałby dłuższy zasięg i mocniejsze silniki, ale rząd był zainteresowany czymś bardziej zaawansowanym. Vautour był również używany od 1960 roku podczas francuskich prób jądrowych we francuskiej Algierii i Polinezji Francuskiej.

## Historia
W 1956 roku Izrael, w ramach programu przezbrajania na samoloty odrzutowe, wybrał jako następcę samolotu de Havilland Mosquito odrzutowiec francuskiej produkcji – Vautour dla obrony przed arabskimi lekkimi samolotami odrzutowymi Ił-28. Izrael zakupił pojedynczy egzemplarz Vautour II-A do zadań ofensywnych dalekiego zasięgu. Później powiększono zakup i od roku 1960 importowano 19 sztuk tych maszyn. Ponadto Izrael przejął 5 dwumiejscowych samolotów Vautour II-N wyposażonych w radar przechwytujący w nosie samolotu i drugi fotel dla nawigatora – obserwatora radarowego. Model ten wykorzystywano jako nocny myśliwiec. Samoloty Vautour wykazały swoją wartość w czasie ataku prewencyjnego w wojnie w 1967 roku, atakując odległe cele w Iraku i Górnym Egipcie.